# 딥데일
딥데일 스타디움(Deepdale stadium)은 잉글랜드 딥데일에 위치한 경기장으로 프레스턴 노스 엔드의 홈구장이다. 또한 잉글랜드의 국립 축구 박물관이 위치해 있다.
이 지역은 원래 딥데일 팜으로, 크리켓과 럭비 경기를 주로 하였다. 1875년 1월 21일에 임대차계약을 맺고 프레스턴 노스 엔드가 사용하기로 하였다. 첫 번째 경기는 1878년 10월 5일에 열렸다. 이 경기장은 2005년 UEFA 여자 챔피언십의 경기장이었었다. 최다관중은 1938년 4월 23일에 아스널과 펼친 리그 경기로 42,684명의 관중이 관람하였다.
네개의 스탠드 가운데 세개는 전좌석구조의 새로운 스탠드로 교체중이다. 새로운 스탠드의 명칭은 프레스턴 노스 엔드의 유명한 축구 선수였던 빌 션클리, 탐 피니, 앨런 켈리의 이름을 따서 지어지게 된다. 네 번째 스탠드인 파빌리온 스탠드는 현재 새로운 스탠드로 교체하기 위해 철거 작업 중이다. 새 스탠드의 교체 작업은 2008-09시즌이 시작되기 전에 끝날 것으로 예상된다. 작업이 종료되면 딥데일 스타디움은 24,000명 규모의 전좌석 경기장이 된다.